# Ам-Тіман
Ам-Тіман — місто на південному сході Чаду. Є адміністративним центром регіону Саламат та департаменту Бар-Азум. Населення — 28 885 чол. (За даними 2010 року).

## Клімат
| Клімат Ам-Тіман         | Клімат Ам-Тіман | Клімат Ам-Тіман | Клімат Ам-Тіман | Клімат Ам-Тіман | Клімат Ам-Тіман | Клімат Ам-Тіман | Клімат Ам-Тіман | Клімат Ам-Тіман | Клімат Ам-Тіман | Клімат Ам-Тіман | Клімат Ам-Тіман | Клімат Ам-Тіман | Клімат Ам-Тіман |
| Показник                | Січ.            | Лют.            | Бер.            | Квіт.           | Трав.           | Черв.           | Лип.            | Серп.           | Вер.            | Жовт.           | Лист.           | Груд.           | Рік             |
| Абсолютний максимум, °C | 35,7            | 38,3            | 39,9            | 39,9            | 38,2            | 35,1            | 31,6            | 30,4            | 32,1            | 34,4            | 36,2            | 35,7            | 35,6            |
| Середня температура, °C | 25,1            | 27,8            | 30,3            | 31,5            | 30,8            | 28,5            | 26,3            | 25,3            | 26,2            | 27,1            | 26,0            | 24,9            | 27,5            |
| Середній мінімум, °C    | 14,6            | 17,4            | 20,7            | 23,2            | 23,5            | 22,0            | 21,0            | 20,3            | 20,4            | 19,9            | 15,9            | 14,1            | 19,4            |
| Норма опадів, мм        | 0,0             | 0,0             | 5,1             | 16,2            | 51,6            | 117,8           | 202,7           | 248,5           | 121,1           | 33,1            | 1,6             | 0,0             | 797,7           |
| ----------------------- | --------------- | --------------- | --------------- | --------------- | --------------- | --------------- | --------------- | --------------- | --------------- | --------------- | --------------- | --------------- | --------------- |